# Mi Plan
Mi Plan är ett studioalbum av den kanadensiska sångaren Nelly Furtado. Det gavs ut den 11 september 2009 och innehåller 12 låtar.

## Låtlista
| Nr  | Titel             | Längd |
| --- | ----------------- | ----- |
| 1.  | Manos al Aire     | 3:29  |
| 2.  | Más               | 3:31  |
| 3.  | Mi Plan           | 4:05  |
| 4.  | Sueños            | 3:10  |
| 5.  | Bajo Otra Luz     | 4:19  |
| 6.  | Vacación          | 3:43  |
| 7.  | Suficiente Tiempo | 3:03  |
| 8.  | Fuerte            | 3:24  |
| 9.  | Silencio          | 3:34  |
| 10. | Como Lluvia       | 3:37  |
| 11. | Feliz Cumpleaños  | 4:11  |
| 12. | Fantasmas         | 3:33  |

## Listplaceringar
| Lista               | Topplacering |
| ------------------- | ------------ |
| Belgien (Flandern)  | 27           |
| Belgien (Vallonien) | 28           |
| Frankrike           | 41           |
| Italien             | 10           |
| Mexiko              | 11           |
| Nederländerna       | 30           |
| Schweiz             | 3            |
| Spanien             | 8            |
| Österrike           | 6            |